# Frantic
Frantic je sólové studiové album britského zpěváka Bryana Ferryho, vydané v únoru 2002 u vydavatelství Virgin Records. Spolu s Ferrym jej produkovali Rhett Davies a Colin Good. V rolích hostů se na albu představil například kytarista skupiny Radiohead Jonny Greenwood nebo Ferryův dřívější spoluhráč z Roxy Music Brian Eno.

## Seznam skladeb
| Pořadí | Název                             | Autor                                       | Délka |
| ------ | --------------------------------- | ------------------------------------------- | ----- |
| 1.     | It's All Over Now, Baby Blue      | Bob Dylan                                   | 4:05  |
| 2.     | Cruel                             | Ferry, Dave Stewart                         | 3:55  |
| 3.     | Goin' Down                        | Don Nix                                     | 3:08  |
| 4.     | Goddess of Love                   | Ferry, Stewart                              | 3:32  |
| 5.     | Don't Think Twice, It's All Right | Dylan                                       | 4:05  |
| 6.     | Nobody Loves Me                   | Ferry, Stewart                              | 3:21  |
| 7.     | Ja Nun Hons Pris                  | Richard Coeur de Lion, aranžmá Ferry a Good | 0:36  |
| 8.     | A Fool for Love                   | Ferry                                       | 4:43  |
| 9.     | Goodnight Irene                   | Leadbelly, Alan Lomax                       | 3:20  |
| 10.    | Hiroshima                         | Ferry                                       | 3:14  |
| 11.    | San Simeon                        | Ferry, Stewart                              | 4:34  |
| 12.    | One Way Love                      | Russell, Meade                              | 3:05  |
| 13.    | I Thought                         | Ferry, Brian Eno                            | 5:40  |

## Obsazení
- Bryan Ferry – zpěv, harmonika, klávesy
- Mick Green – kytara
- Jonny Greenwood – kytara
- Robin Trower – kytara
- Chris Spedding – elektrický sitár
- Brian Eno – kytara, klávesy, klavír, syntezátory, doprovodné vokály
- Colin Good – klavír
- Zev Katz – baskytara
- Frank Ricotti – perkuse
- Paul Thompson – bicí
- Lucy Wilkins – smyčce, zpěv
- Natalia Bonner – smyčce, zpěv
- Lucy Theo – smyčce, zpěv
- Rosie Wetters – smyčce, zpěv
- Keith Thompson – hoboj
- Robert Fowler – altsaxofon
- Mary Nelson – doprovodné vokály
- Alison Goldfrapp – doprovodné vokály
- Patti Russo – doprovodné vokály
- Lucy Kaplansky – doprovodné vokály
- Sarah Brown – doprovodné vokály
- Kelli Dayton – doprovodné vokály